# Idiocera shantungensis
Idiocera shantungensis är en tvåvingeart som först beskrevs av Alexander 1930.  Idiocera shantungensis ingår i släktet Idiocera och familjen småharkrankar. Inga underarter finns listade i Catalogue of Life.